# El Carmen (Alajuela)
El Carmen es un barrio ubicado en la provincia de Alajuela, al costado suroeste del Parque Calián Vargas en Costa Rica, sobre la Calle 12 Ismael Chaverri y la Avenida 10 Jesús Ocaña Rojas. Se encuentra en el distrito de Alajuela del cantón de Alajuela. 

## Puntos de Interés
En el ámbito educativo, en el barrio se ubica la Escuela Holanda (Educación Primaria) y el Colegio El Carmen de Alajuela (Educación Secundaria), esta última institución ha logrado ganar varios torneos educativos en el país como "Antorcha". También se encuentra la Universidad Técnica Nacional de Costa Rica, la quinta universidad pública de Costa Rica, ubicada sobre la carretera a Villa Bonita (al límite sur del Barrio El Carmen).
A nivel deportivo, el barrio cuenta con la Asociación Deportiva Carmelita, conocida popularmente como "El Carmen". Juega actualmente en la Primera División de Costa Rica, y ha sido campeón nacional en una oportunidad (1961), torneo reconocido por la UNAFUT.

## Religión
El 15 de diciembre de 1963 un grupo de personas logra captar la atención de dirigentes católicos en el Barrio del Carmen de Alajuela y en el año 1966 la comunidad inaugura el templo, un centro de atención infantil y una guardería.
Actualmente la Parroquia está compuesta por las diaconías de San Gregorio, Santa Rosa de Montecillos, Monserrat, San Cayetano y Villa Bonita. Se encuentra 100 metros Oeste y 100 metros Sur del Parque Calián Vargas, sobre la calle 6 El mesón y Avenida 8 El Carmen.

## Educación
La Escuela Holanda fue creada en 1955 con el nombre de Escuela El Carmen en honor al barrio donde fue construida. Después de varios años fue cambiado a Escuela Holanda, por sugerencia de una de sus profesoras. Anteriormente el espacio donde fue construida era propiedad de la Municipalidad de Alajuela para almacenamiento de materiales.
La escuela fue construida con ayuda del Gobierno de Costa Rica debido a la necesidad de una institución educativa que sirviera a la comunidad. En 1973 se crea el Colegio El Carmen, ubicado en las mismas instalaciones de la escuela. Esto provoca una reorganización en los horarios del centro educativo para poder operar simultáneamente y en 1992 el Colegio se separa al crear sus propias instalaciones, ubicadas 100 metros Oeste y 25 metros Norte de la Universidad Técnica Nacional de Costa Rica.
Actualmente la escuela se ubica a 250 metros Sur de la central de buses TUASA, Barrio el Carmen de Alajuela sobre la Avenida 6.

## Deporte
Actualmente la plaza El Carmen es utilizada por la escuela de fútbol menor del Carmelita. Además, se utiliza para realizar eventos de la comunidad o actividades recreativas. A las seguidores del club se les conoce como la "barriada alajuelense", por haber nacido en el barrio de El Carmen de Alajuela.
Fue fundada en 1948 y al equipo se le dio el nombre de Colombia FC, posteriormente se renombró como El Carmen FC y luego Carmelita.
Este equipo estuvo encabezando a los equipos de tercera división hasta que en 1957 finalmente lograr entrar en el máximo circuito de fútbol a nivel nacional.